# 24
| 24                 |
| ------------------ |
| Dødsfald - Fødsler |
|                    |

| Gregoriansk kalender | 24 XXIV                 |
| Ab urbe condita      | 777                     |
| Armensk kalender     | I/T                     |
| Kinesiske kalender   | 2720 – 2721 癸未 – 甲申 |
| Etiopisk kalender    | 16 – 17                 |
| Jødisk kalender      | 3784 – 3785             |
| Hindukalendere       |                         |
| - Vikram Samvat      | 79 – 80                 |
| - Shaka Samvat       | N/A                     |
| - Kali Yuga          | 3125 – 3126             |
| Iransk kalender      | 598 BP – 597 BP         |
| Islamisk kalender    | 617 BH – 616 BH         |

Se også 24 (tal)